# Pyrrhotachina proboscidea
Pyrrhotachina proboscidea är en tvåvingeart som beskrevs av Townsend 1931. Pyrrhotachina proboscidea ingår i släktet Pyrrhotachina och familjen parasitflugor. Inga underarter finns listade i Catalogue of Life.